# 勇者王ガオガイガー BLOCKADED NUMBERS
『勇者王ガオガイガー BLOCKADED NUMBERS』（ゆうしゃおう ガオガイガー ブロケーデッド ナンバーズ）は、1999年4月8日にタカラより発売された、プレイステーション用のアドベンチャーゲーム。

## 概要
本作品は、1997年に放送されたテレビアニメ『勇者王ガオガイガー』（名古屋テレビ・サンライズ制作、以下「テレビシリーズ」）の関連作品の一つとしてリリースされたもので、作中で使用されている映像もテレビシリーズの制作に携わったスタッフが再結集する形で手がけており、放送当時の熱気やクオリティをそのままに再現したものとなっている。この映像は、後に再発売された『勇者王ガオガイガー DVD-BOX』（2005年6月22日リリース、販売元：ビクターエンタテインメント）にも、一部の映像を加工した上で映像特典として収録されている。本作品にも監修という形で携わった米たにヨシトモは、当初ノーギャラゆえに現場を任せるはずだったところ、作品観の統一を図るため膨大なゲームフローチャートや脚本・絵コンテのチェック、さらにはアフレコなどの音響作業にも立ち会う羽目になったと後に語っている。
また本作品は、テレビシリーズでは描かれることのなかった外伝エピソード群「アウターナンバーズ」にも含まれており、収録エピソードのうち「海のヴァルナー」はテレビシリーズの第14 - 15話の、「金の牙、銀の爪」は同第43 - 44話の間に起こった出来事として、いずれも正史の一部に組み込まれている。これらのエピソードでは動物を素体としたゾンダーや、本作品が初出となるハイパーツールなど、テレビシリーズでは登場することのなかった様々な要素も盛り込まれており、このうち後者の一つであるゴルディオンモーターは作中での直接的な言及こそないものの、テレビシリーズ最終盤の展開にも影響を及ぼす存在ともなっている（詳細は勇者王ガオガイガーシリーズの登場メカ#ハイパーツール群も参照）。さらに、本作品の翌年にリリースされたOVA『勇者王ガオガイガーFINAL』に先駆けて一部のキャラクターやメカニックが登場し、同作品内では「海のヴァルナー」の映像が凱の回想シーンにも使用されている他、後年発表された小説『覇界王～ガオガイガー対ベターマン～』にもヴァルナーが意外な形で絡むなど、テレビシリーズだけではなく他の外伝・続編作品にもリンクする部分が含まれているのも、本作品の特徴の一つである。

## ストーリー
以下、各エピソードともメインスタッフは以下の通り。
- 監修：米たにヨシトモ
- 監督：谷口悟朗
- 作画監督：木村貴宏
- 脚本：北嶋宏明

第14.5話「海のヴァルナー」
ゾンダーの猛攻が続く2005年5月。久しぶりの休息を取った凱と命は、護たちと共にGアイランドの近くにあるテーマパーク「Gパークシー」にやってきた。そこで出会った飼育員のスミレは、高校時代の憧れの先輩である凱との再会を喜ぶ一方、彼女が最近世話をしているシャチのヴァルナーの体調が悪く元気がないため、それが気がかりだった。ヴァルナーと触れ合う護も励ましてみるが、体調不良の原因が分からない。そんな中、おそるべきゾンダーの魔の手が忍び寄る。
第43.2話「金の牙、銀の爪」
「海のヴァルナー」で起こった事件から半年後の2005年11月。氷竜・炎竜が6,500万年前より帰還を果たし、機界原種との戦いも大詰めを迎える中、大河とは火麻地球防衛会議に出席すべく、アメリカGGG基地に来訪していた。凱や護を始め、同行していたGGGのメンバーも基地内を見学し、研究開発部では様々なロボやツールが研究・開発されている様子にも触れることとなる。ところが、ザ・パワーの存在を認識したパリアッチョはその利用を画策し、地球の各地に散った原種核捜索の時間を稼ぐべく、ZX-07（腕原種）に会議を襲撃するよう指示。これに立ち向かった大河、そして火麻はゾンダーと化してしまい、最強最悪の敵としてガオガイガーの前に立ち塞がる。

## ゲームシステム

### 基本システム
自動で進行するアドベンチャーパートと、プレイヤーが護を操って様々な場所を探索する探索パート、結果次第でストーリーの分岐が発生するミニゲームパートで一つの話が構成される。

### アドベンチャーパート
進行メインはテキストとアニメーション。テキストはフルボイスで展開される。

### 探索パート
プレイヤーは護となり、第14.5話ではGパークシーを、第43.2話ではアメリカGGG宇宙センターを探索する。探索した場所によって様々なイベントが起こる。

### ミニゲームパート
アドベンチャーパートや探索パート中に起こるミニゲーム。探索パート中は任意で遊べる物もある。

## 登場人物
テレビシリーズからの登場人物については勇者王ガオガイガーシリーズの登場人物も参照。
獅子王 凱
天海 護
卯都木 命
風祭スミレ
ゲームオリジナルキャラクター。
19歳。魚座のA型。凱と命の高校時代の後輩。卒業後は地元の水族館に勤務し、シャチのヴァルナーを担当していた。しかし、その水族館が閉館する事になり、ヴァルナーと共にGパークシーに異動。性格は明朗快活、高校時代の先輩であった凱に憧れており、とんでもないプレゼントを隠し持つ。環境変化のせいか、元気のないヴァルナーに関してはストレス気味。
ロゼ・アプロヴァール
詳細は勇者王ガオガイガーシリーズの登場人物#その他を参照。本作品では国連事務総長という立場から、大河に代わってファイナル・フュージョンやグランドプレッシャー発動の承認を下すという役割を担う。

## メカニック
以下、いずれも詳細は勇者王ガオガイガーシリーズの登場メカを参照。
ギャレオン
ガイガー
ステルスガオー
ライナーガオー
ドリルガオー
ガオガイガー
氷竜
炎竜
ボルフォッグ
EI-15（ヴァルナーゾンダー）
マイクサウンダース13世
撃龍神
ジェイダー
キングジェイダー
EI-72
EI-73

## ストーリー分岐
「海のヴァルナー」
機界昇華 - ヘルアンドヘブンゲームを失敗すると敗北してこのエンディングとなる。いわゆるバッドエンドルートに当たるものの、スタッフロールも存在する。
ヴァルナー死亡 - 一般的な進め方をするとこのエンディングとなる。
スミレの恋人 - 特定の手順でこのエンティングとなる。
サイボーグ・ヴァルナー - トゥルーエンディング。特定の手順でストーリーを進めると到達する。
「金の牙、銀の爪」
Gプレッシャー - Gプレッシャーゲームを成功させる。
レインボープレッシャー - トゥルーエンディング。特定の条件でGプレッシャーを成功させる。
- Gプレッシャーのフルパワーバージョンという位置付けのレインボープレッシャーであるが、制作側の高難易度の洋ゲー好き趣向が反映された結果、滅多にお目にかかれない幻のツールとなってしまったと後に米たにが述懐している。

ヘル・アンド・ヘブン - 特殊な条件を満たした際のエンディングで、作中でガオガイガーが繰り出す必殺技が、Gマークの特殊なヘル・アンド・ヘブンとなる。
ジェイダー出現 - Gプレッシャーゲームに失敗した際のエンディングで、キングジェイダーがゾンダーを倒すという展開を迎える。
シルバリオンハンマー - 特殊な条件を満たすことで、キングジェイダーがゴルディオンハンマーを使用するエンディング。